# 土佐拓也
土佐 拓也（とさ たくや、1981年4月3日 - ）は日本のミュージシャン、シンガーソングライター、ラジオパーソナリティー、俳優。

## 人物
- ソロミュージシャンとして活躍するほか、並行して市川セカイ[1]とのユニット・アマイオクスリ[2]として積極的に活動している。
- THE文學論[3]（土佐拓也/川原光貴[4]/小関峻[5]/青山亮[6]）及びその派生ユニットのライティング兄弟（土佐拓也/川原光貴）のメンバーでもある。THE文學論のプロデューサーは、EPIC・ソニー、テイチク・ミュージック、ワーナーミュージック・ジャパンでチーフプロデューサーを務めた白石元哉[7][8][9]。
- 歌の放出を心の熱量に逆行させ、静寂の中に躍動と叫びを表現する独特のボーカル哲学をもつ。寄り添いと理解、人間関係が織りなす距離感を歌詞のテーマに掲げる[10]。正統派ポップス・ジャズ・カントリー・南米音楽（サンバ・ボサノヴァ・フォルクローレ）など幅広い音楽をエッセンスに持つ[11]。
- 各地でコンサート、ライブ、イベントを精力的に行う一方で、舞台への楽曲提供、出演、ラジオパーソナリティーのキャリアも持つ[12][11][13][14]。
- 1981年4月3日大阪府堺市（現在の南区）出身[15][16]。兄の影響により小さい頃からギターを手に取る。中学生まではサッカー少年で、ギターは趣味程度に親しんでいた。
- 大学生のころに友人に誘われボーカリストコンテストに出場し最終審査まで進む[15]。その歌声はベルベットボイスと評され老若男女問わずあらゆる世代を魅了する。
- 写真家の土佐和史[17]は実兄[18]。土佐拓也・アマイオクスリの作品のジャケット写真やアーティスト写真を手掛ける。土佐拓也のアーティスト写真等を収録した作品に『光と音の轍』がある[18][19]。
- ビール好き[16]の雨男。

## 来歴
- 2008年　自身初のフルアルバム『human being』をリリース[15][11]。
- 2010年　C2-Project 5th＜Father＞で初の舞台出演[14]。同時にイメージソング・劇中歌を提供[11]。
- 2010年　松本侑大[20]とともに、YouTubeアコースティックユニット・ハミングバードとして主にカバー曲のアップロードを開始。YouTubeチャンネル名は＜1h2a3r4m5o6n7y8＞[21]。チャンネル総再生回数は500万回超[22]。
- 2011年　シングル『さよならを隠して』をリリース。同年開催された、大阪城野外音楽堂での東日本大震災チャリティーフェスティバル＜絆＞において初日のトリを務める[11]。
- 2012年
  - 3月　2ndアルバム『或るノマドの訪れぬ眠り』を発表。ツアーを敢行。同アルバムのプロデュースは白石元哉。
  - 9月　単身で3ヶ月間フランスに渡り、楽曲制作、レコーディング。
- 2013年
  - 4月　埼玉県朝霞市のすまいるFMで＜ちょっと気にならない？この世界＞のパーソナリティーを松本侑大とともに担当[23]（2017年まで）。
  - 11月　女性シンガーのヒット曲をカバーしたコンピレーションアルバム『On/Off ～ハートフルボイス～』でテイチクエンタテインメントからメジャーリリース[11]。
- 2014年　3rdアルバム『cross border symphony』発表。ツアーを敢行。
- 2015年　シングル『6割な僕を』発表。
- 2017年　公益財団法人早稲田奉仕園内の東京都選定歴史的建造物であるスコットホール[24]にて、チャリティーコンサート＜Education & Music Make Futures＞を開催[25][26]。バングラデシュ教育支援団体・NPO法人YOU&MEファミリー[27]の協賛。
- 2018年　4thアルバム『sazukari』発表。ツアーを敢行。
- 2019年
  - 3月　シングル『sail away ～孤独に帆を立てて～』『夜行バス』発表。2タイトル同日で配信限定リリース[28][29]。過去作品4タイトル（シングル『さよならを隠して』・アルバム『cross border symphony』・シングル『6割な僕を』・アルバム『sazukari』）も配信開始[30][31][32][33]。
  - 12月　文學論[3]（土佐拓也/川原光貴/小関峻/青山亮）としての第一回公演を開催、共作音源『冬と手紙と』をライブ会場限定で発売[34]。
- 2020年
  - 4月　5枚目のフルアルバム『しんあいの色』発表[12]。
  - 8月　アマイオクスリ1st配信シングル『迎夏 -geika-』発表[35]。
  - 9月　『しんあいの色』発売記念ライブを大阪・東京で開催。
- 2021年
  - 4月　ライティング兄弟（土佐拓也/川原光貴）1stシングル『治ったらキスしよう/約束のキスをして』発売[36][37]。77.5 Lively FMで＜775夕焼けステーション Fly-Day＞のパーソナリティーを川原光貴とともに隔週で担当[38]（2022年9月まで）。
  - 6月　月例無観客弾き語りワンマンライブ＜DOOR→TAKU(ドアタク)＞をスタートさせる。以後、横浜関内・音楽酒場SARASVATHI弁天から月1回配信[39]。
  - 12月　文學論としてアルバム『戀文』をライブ会場限定で発売[40]。
- 2022年
  - 2月　アマイオクスリ1stアルバム『DRUG STORE』発表[41]。4月にかけて全15公演のリリースツアーを敢行。アルバムのリードトラック『最後に笑う人』が、テレビ高知＜あさコレ！[42]＞の2022年2月エンディングテーマ[43]及び広島FMちゅーピーの2022年2月パワープレイ[44]となる。
  - 6月　バンド・THE文學論としての1stアルバム『TKSR』を配信リリース[45]。文學論『戀文』も配信開始[46]。ライブ会場限定で『TKSR』のCDを発売[47]。
  - 7月　ソロアルバム『しんあいの色』配信開始[48]。
  - 10月　アマイオクスリ2ndアルバム『DRUG STORE 2』発表[49]。11月にかけて全国15公演のアルバムリリースツアーを完走。前作『DRUG STORE』の全曲が配信開始[50]。
  - 11月　アマイオクスリpresents＜ツール・ド・2023 〜調合薬〜＞と題して、2023年、毎月ツーマンライブを行い、毎月新曲の弾き語り音源をリリースすることを発表[51]。
  - 12月　アマイオクスリ2ndアルバム『DRUG STORE 2』配信開始（インストゥルメンタルの『軌跡』を除く）[52]。
- 2023年
  - 1月～12月の各月に、アマイオクスリ『watch over』『コックピット』『ピント』『待ち侘びた春』『コネクト』『軒下の歌声』『モルヒネ』『永久機関』『チャchat ググっても』『Fall in Feeling』『ハイパーポジティブソング』『12』の弾き語り音源をリリース。これらの音源は＜ツール・ド・2023 〜調合薬〜＞の限定CDとして販売。
  - 10月　土佐拓也ソロでの6枚目のフルアルバム『be』発表。アルバム発売記念ライブを東京で開催[53]。
- 2024年
  - 7月　アマイオクスリ3rdアルバム『12』(じゅうに)発表[54]。10月にかけて全14公演のアルバムリリースツアーを行う。
  - 10月　ソロアルバム『be』配信開始[55]。
  - 11月　アマイオクスリ3rdアルバム『12』配信開始[56]。
- 2025年
  - 4月　弾き語り音源『グラデーション』リリース[57]。『イルカ』『カウントダウン』『be.』の3曲を収録。『イルカ』はアマイオクスリの新曲。『カウントダウン』と『be.』は、市川セカイと土佐拓也の新作アルバムからそれぞれの表題曲をアコースティックバージョンとしてレコーディング。両曲ともに、土佐と市川が互いのギター、コーラスで参加。
  - 4月～8月　市川セカイとのスプリットツアー＜『カウントダウン』×『be』行けなかったRELEASE TOUR＞全11公演を行う[58][59]。ツアーファイナルはアマイオクスリの結成5周年当日であり、＜アマイオクスリ5周年記念＆行けなかったRELEASE TOUR FINAL 〜始まりの日、完結の日〜＞として開催される[59]。

## ディスコグラフィー【土佐拓也ソロ】

### フルアルバム
1. 『be』
  - 発売日　2023年10月29日（配信開始 2024年10月29日[55]）

  1. 呼応
  2. かくれんぼ
  3. neguse
  4. つなわたり
  5. 純米大吟醸
  6. 個
  7. アクア
  8. 街灯と霧雨
  9. 時期尚早
  10. 朝も夜も重力さえも
  11. 毛布
  12. be.
2. 『しんあいの色』
  - 発売日　2020年4月18日（配信開始 2022年7月18日[48]）

  1. Rain 4:am
  2. 愛しのグランドマザー
  3. 悔しさと安心の狭間で
  4. 待ち合わせには遅れてもいいよ
  5. sail away ～孤独に帆を立てて～
  6. 閉店休業雨男
  7. 一緒に住まないかぃ？
  8. monopolize
  9. Life is Party
  10. いいね！
  11. 夜行バス
3. 『sazukari』
  - 発売日　2018年3月3日（配信開始 2019年3月8日[33]）

  1. dripping -sazukari-
  2. 僕の奏でる音がいつか
  3. 雨のいいわけ
  4. medicine for my soul
  5. 溶けない角砂糖
  6. 無意識の中で
  7. のびたラーメン
  8. 刹那
  9. bird-cage
  10. 歌うたいをやめようとした日
4. 『cross border symphony』
  - 発売日　2014年5月21日（配信開始 2019年3月8日[30]）

  1. ケース：F
  2. cross border symphony
  3. transit waiting for five hours
  4. 孤独な道化師アンソニー(album ver.）
  5. Like a Darjeeling tea
  6. 最後のセブンスター
  7. No.11
  8. シュノンソーの丘から(album ver.）
    - Bonus Track

    1. 紫陽花
5. 『或るノマドの訪れぬ眠り』
  - 発売日　2012年3月28日

  1. 月の砂漠に ～或るノマドの訪れぬ眠り～
  2. サクラ ～上り坂になった坂道～
  3. 前奏スキャット
  4. どうして君を好きになってしまったんだろう
  5. フルサトニテ ～花鳥風月～
  6. それ誰かに教わったことなの？
  7. さよならを隠して ～今春看又過～
  8. 二つの温度差を感じながら
  9. tangle
  10. 五線紙には載らない六弦のメロディー
  11. 12月23日、東京タワー
  12. 君も同じ気持ちでいて
    - Bonus Track

    1. 薄水色のショータイム
6. 『human being』
  1. BALI
  2. hungry butterfly
  3. 花火
  4. Like that ball and bird
  5. インティ・ライミ ～太陽の祭典～ (Instrumental)
  6. さみしさブルース中野にて
  7. 改札を抜けて気づくこと
  8. 東京モンスター
  9. smoking area (弾き語りLive収録)
  10. human being

### コンピレーションアルバム
1. 『On/Off ～ハートフルボイス～』[11]
  - 発売元　(株)テイチクエンタテインメント
  - 発売日　2013年11月20日
  - 3名のシンガーソングライターによるコンピレーションカバーアルバム。土佐拓也の参加曲は以下の3曲。
    - track.3　眩暈 / 土佐拓也
    - track.6　長い間 / 土佐拓也
    - track.9　時の流れに身をまかせ / 土佐拓也

### シングル
1. 『sail away ～孤独に帆を立てて～』※配信限定[28]
  - 発売日　2019年3月8日
2. 『夜行バス』※配信限定[29]
  - 発売日　2019年3月8日
  - FMちゅーピー2019年4月度パワープレイ[60]
3. 『6割な僕を』
  - 発売日　2015年10月11日（配信開始 2019年3月8日[32]）

  1. ポケットに隠した線香花火
  2. 6割な僕を
4. 『さよならを隠して』
  - 発売日　2011年5月7日（配信開始 2019年3月8日[30]）

  1. さよならを隠して feat. 松本侑大
  2. ポタージュ
  3. モナリザ
5. 『シュノンソーの丘から』
  1. メトロポリタン メトロノーム
  2. 孤独な道化師アンソニー
  3. シュノンソーの丘から
6. 『刹那』
  1. 刹那
  2. 五線紙の夜空に
    - Bonus Tracks

    1. human being (Album『human being』から)
    2. 刹那 (Instrumental ver.)
7. 『四季の歌 / smoking area』
  1. 四季の歌
  2. smoking area
  3. tangle

### ミニアルバム
1. 『幾千の空の下』
  1. 紫陽花
  2. 淡色の時間
  3. あなたは旅人
  4. 嗚呼、溶けてく雪のように
  5. from my home town
  6. 四季の歌 ～春訪れるその前に～
2. 『simply face』
  1. simply face
  2. 心に届けて
  3. 過ぎてく時間、回る世界
  4. 愛は伝わるだろう
  5. step on the blues
  6. birthday song ～夏に咲いた花～

## ディスコグラフィー【アマイオクスリ】

### アルバム
1. 『12』
  - 発売日　2024年7月27日（配信開始 2024年11月27日[56]）

  1. コネクト
  2. ピント
  3. コックピット
  4. 待ち侘びた春
  5. Fall in Feeling
  6. 軒下の歌声
  7. モルヒネ
  8. チャchat ググっても
  9. 永久機関
  10. ハイパーポジティブソング
  11. 12
  12. watch over
2. 『DRUG STORE 2』
  - 発売日　2022年10月2日（配信開始(『軌跡』は除く) 2022年12月24日[52]）

  1. 軌跡
  2. ろくろ
  3. ブラウザ
  4. 冷めないカイロ
  5. サーチライト
  6. 追い風
  7. air
3. 『DRUG STORE』
  - 発売日　2022年2月5日（配信開始 2022年10月1日[50]）

  1. LR
  2. 最後に笑う人
  3. sub account
  4. 助手席
  5. 迎夏 -geika-
  6. おっきぃおうたやなぁ
  7. ひっかかる
  8. in the spiral
  9. good morning

### 配信シングル
1. 『迎夏 -geika-』[35]
  - 発売日 2020年8月1日（配信終了）

## ディスコグラフィー【THE文學論（文學論 / ライティング兄弟）】

### アルバム
1. THE文學論『TKSR』
  - 発売日[ライブ会場限定]　2022年6月18日[47]（配信開始 2022年6月11日[45]）

  1. Miss ムチャクチャ
  2. 愛のない女
  3. 仏陀拳〜Buddha Punch
  4. 我がFire
  5. 気怠い女
  6. She is Amelia
  7. 冬の終わりの手紙
  8. 音楽の理由
  9. 論外
2. 文學論『戀文』
  - 発売日[ライブ会場限定]　2021年12月8日[40]（配信開始 2022年6月11日[46]）

  1. 冬と手紙と
  2. 春雷
  3. 330
  4. RUNNING FROM HOME
  5. 令和相聞
  6. We are affair
  7. アイドルのように
  8. 3.2.1
  9. 戀人
  10. crazy love (feat. 青山亮)
  11. 壊れ物 (feat. 小関峻)
  12. place forgive (feat. 土佐拓也)
  13. 春茜 (feat. 川原光貴)
  14. 冬と手紙と (二〇二一)

### シングル
1. 文學論『re Love / 愛の剥製 / 文學論抄』[61]
  - 発売日[ライブ会場限定]　2023年5月19日[62]

  1. re Love【文學論ver / 青山ver / 川原ver】
  2. 愛の剥製【文學論ver / 土佐ver / 小関ver】
  3. 文學論抄【文學論ver / Huge M ver】
2. ライティング兄弟『治ったらキスしよう/約束のキスをして』
  - 発売日　2021年4月11日

  1. 治ったらキスしよう
  2. 約束のキスをして
  3. go to easy
3. 文學論『冬と手紙と』
  - 発売日[ライブ会場限定]　2019年12月18日[34]